# Cmentarz Stodůlecki
Cmentarz Stodůlecki (czes. Stodůlecký hřbitov) – cmentarz położony w stolicy Czech w dzielnicy Praga 5 (Stodůlky) przy ulicy Líšnickiej.

## Historia
Nekropolia powstała w 1835 w następstwie likwidacji cmentarza przy kościele św. Jakuba Starszego w Stodůlkach, spoczywają tu mieszkańcy ze Stodůlek i Malych Ohradów. W zachodniej części wybudowano kolumbarium, które kiedyś znajdowało się na końcu cmentarza, ale obszar nekropolii został powiększony na północ i na zachód. Wśród pochowanych znajdują się bohaterowie I i II wojny światowej, żołnierze Korpusu Czechosłowackiego oraz działacze ruchu oporu z czasów II wojny światowej.